# 応神町西貞方
応神町西貞方（おうじんちょうにしさだかた）は徳島県徳島市の町名。2011年1月現在における徳島市の調査による人口485人、世帯数154世帯。郵便番号は〒771-1155。

## 地理
徳島市の北部に位置し、応神地区に属する。北から西は板野郡藍住町、東は応神町東貞方に接し、南境を吉野川が東流する。吉野川沿いを徳島県道137号土成徳島線が通り、同道から徳島県道41号徳島北灘線が東西に走る。

### 河川
- 吉野川
- 正法寺川

### 小字
- 喜多野
- 小島
- 上奥
- 仁徳
- 鷹ノ橋
- 中園
- 前須

## 歴史
1889年（明治22年）までは板野郡西貞方村で、それ以降は応神村の大字となった。それまでの藍作中心から稲作中心へと大きく転換した。
明治18年から始まった吉野川治水工事により川沿いの地形は大きく変化し、江戸期に比較すると数段強固な堤防が築かれたため、明治時代以降は、大きな水害の記録は残されていない。この堤防の上に建設された吉野川北岸堤防道路は、北岸の町村を東西に結ぶ幹線道路となった。1966年（昭和41年）に応神村が徳島市に編入されたのに伴って現在の地名となる。

## 交通

### バス
徳島バス
- 貞方

### 道路
- 徳島県道29号徳島環状線
- 徳島県道41号徳島北灘線
- 徳島県道137号土成徳島線

## 施設
- 成興寺 - 阿波北嶺薬師霊場13番札所の高野山真言宗の仏教寺院。阿波北嶺薬師霊場13番札所。字小松に所在。